# Leuckartiara grimaldii
Leuckartiara grimaldii är en nässeldjursart som beskrevs av Ranson 1936. Leuckartiara grimaldii ingår i släktet Leuckartiara och familjen Pandeidae. Inga underarter finns listade i Catalogue of Life.